# James Balfour

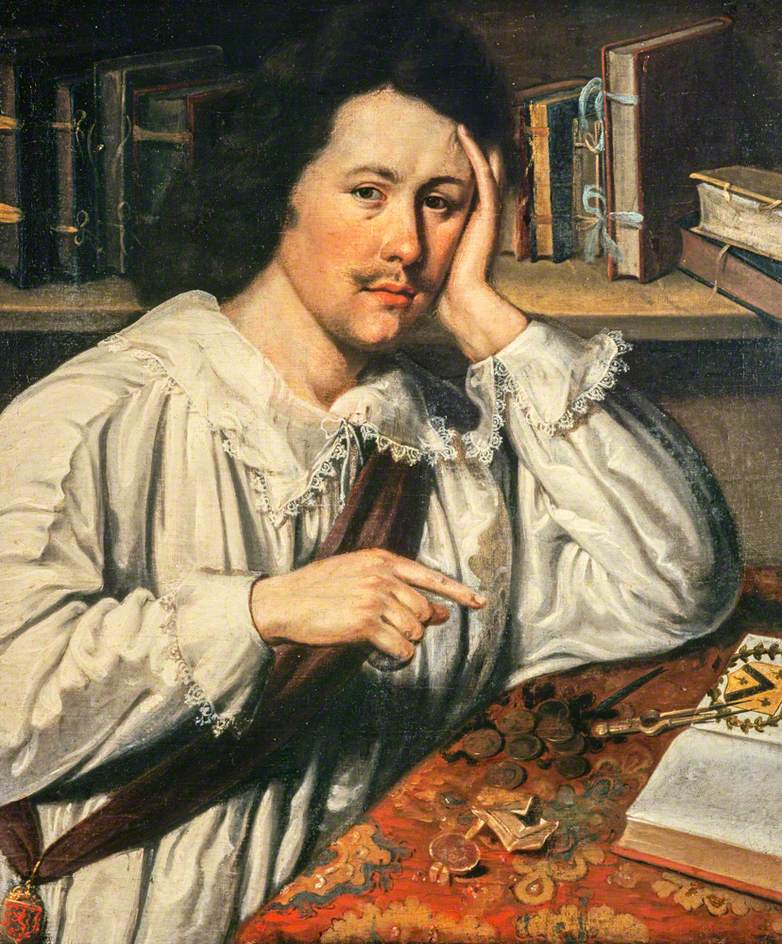
James Balfour.

James Balfour (1600-1657) fue un historiador, anticuario y escritor escocés.
Pasó su vida viajando y estudió en Londres junto a William Dugdale, colaborando importantemente con su obra Monasticon Anglicanum, publicada en tres volúmenes separados en 1655, 1664 y 1673. Balfour tomó la responsabilidad de la heráldica del país en 1630 en el cargo de Lyon King-at-Arms e hizo mucho por organizar el registro sistemático de los blasones. Ese mismo año recibió el título nobiliario de caballero por parte del rey Carlos I de Inglaterra y se le concedió el rango de baronet de Kinnaird en 1633.
Compiló sus Annales of the History of Scotland desde la época de Malcolm III hasta Carlos II de Inglaterra, obra que fue publicada entre 1824 y 1825. Sus restos yacen en el camposanto de Abdie.
- Datos: Q7527375
- Multimedia: Sir James Balfour / Q7527375